# Přírodní park Orlice
Přírodní park Orlice je přírodní park, který byl zřízen roku 1996 podél toků Tiché, Divoké a spojené Orlice.

## Geografie
Celková délka toků řek, podél kterých byl přírodní park zřízen, je cca 200 kilometrů. Na Tiché Orlici park začíná u obce Mladkov, na Divoké Orlici pod Zemskou bránou na hranicích chráněné krajinné oblasti Orlické hory. Končí na území Hradce Králové v místě, kde je tok Orlice přemostěn městským silničním okruhem. Vzdálenost hranic parku od břehů řek kolísá mezi místy, kde téměř kopíruje břehy (zejména v městských zástavbách) a vzdáleností okolo 1,5 km. Výjimkou je údolí Ostroveckého potoka u obce Oucmanice, do kterého hranice parku zabíhá až do vzdálenosti cca 2,5 km od toku Tiché Orlice.

## Přírodní poměry
Přírodní park má za úkol chránit zachovalé říční a nivní ekosystémy a celkový ráz krajiny v okolí toku. Tichá, Divoká a spojená Orlice je jednou z mála českých řek, která nebyla ve svém dolním toku v dlouhých úsecích zregulována, má přirozený a nadále se vyvíjející charakter, náplavy a obnažené břehy. Na středním toku mají obě Orlice typický podhorský charakter s nivou širokou i jen několik desítek metrů, na dolním toku pak nížinný charakter s četnými meandry a starými říčními rameny. Nejvíce nepříznivých vlivů přineslo vytyčenému území velkoplošné kolektivní hospodaření v 70. a 80. letech 20. století, kdy došlo k rozorání významných částí niv a luk, vysoušení mokřadů a ramen a ničení roztroušené zeleně. K erozi nechráněné půdy přispěly i četnější povodně způsobené odlesněním hřebenů Orlických hor. V současné době je zaznamenáván obrat k lepšímu hlavně díky obnově a ochraně luk s bezorebným hospodařením.

### Geologie a geomorfologie
Přes značnou rozlehlost je geologické podloží neměnné a skládá se převážně ze svrchnokřídových sedimentů české křídové pánve. Přilehlé prudké svahy jsou tvořeny převážně opukou. Území parku klesá z nadmořské výšky 500 metrů z Orlických hor přes Podorlickou a Svitavskou pahorkatinu do Orlické tabule v nadmořské výšce 230 metrů.

## Flóra
Na horním a středním toku je úzká niva obklopena prudkými svahy zalesněnými smíšeným lesem s převahou buku (Fagus). Opukové podloží přispívá k pestrosti podrostu. Roste zde prvosenka vyšší (Primula elatior), kýčelnice cibulkonosná (Dentaria bulbifera), náprstník velkokvětý (Digitalis grandiflora), vranec jedlový (Huperzia selago), hlístník hnízdák (Neottia nidus-avis), lýkovec jedovatý (Daphne mezereum) a áron plamatý (Arum maculatum). Na prameništích se vyskytuje bledule jarní (Leucojum vernum). Původní květenu ohrožuje v poslední době výskyt invazních druhů.

## Fauna
Různé části parku jsou obývány různými charakteristickými druhy ptactva. V říčních nánosových březích a nátržích dolního toku se vyskytují kulík říční (Charadrius dubius), pisík obecný (Actitis hypoleucos) a ledňáček říční (Alcedo atthis). Ve vyšších polohách pak hnízdí v pobřežních skalách a pod mosty skorec vodní (Cinclus cinclus) a konipas horský (Motacilla cinerea). Obyvatelem parku je vydra říční (Lutra lutra). Tok Tiché Orlice má status Evropsky významné lokality z důvodu poměrně hojného výskytu mihule potoční (Lampetra planeri).
Ochrana významnějších lokalit je řešena formou maloplošných chráněných území:
- Přírodní památka Orlice
- Přírodní rezervace Hemže-Mýtkov
- Přírodní rezervace Peliny
- Přírodní památka Hradní kopec Litice
- Přechodně chráněná plocha mrtvé rameno Orlice u Stříbrného rybníka
- Přírodní památka Bělečský písník
- Přírodní památka Na bahně
- Přírodní památka Vodní tůň
- Přírodní rezervace Kostelecký zámecký park
- Přírodní rezervace Modlivý důl
- Přírodní rezervace Bošínská obora
- Přírodní rezervace Sutice